# استان اسوان
استان اسوان (به عربی: محافظةأسوان) از استان‌های کشور مصر است.بیست و هفتمین. در جنوبی‌ترین نقطه مصر واقع شده است پایتخت آن اسوان است از شمال با استان اقصر، از جنوب با جمهوری سودان و از جنوب با استان دریای سرخ هم‌مرز است.

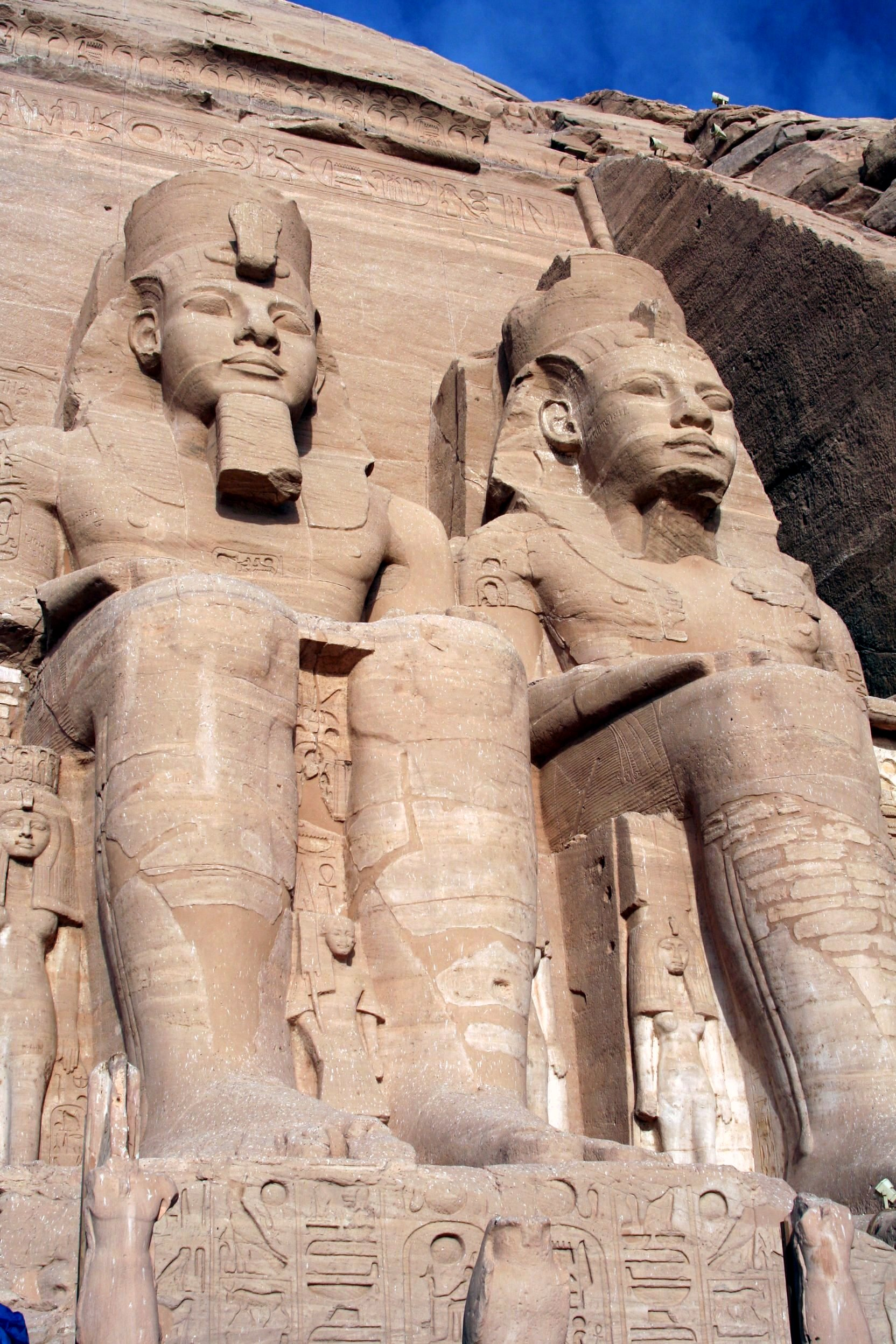
Abu Simbel in the heart of Nubia, the Temple of Rameses II